# Gergelyffy Gábor
Gergelyffy/Gergelyfi Gábor (Marosvásárhely, 1885. január 5. – Budapest, 1970. március 15.) lapszerkesztő, író, újságíró, szövegíró, rendőrtanácsos, zeneszerző.

## Életpályája
Diákkorában színész szeretett volna lenni. Kolozsváron és Budapesten jogot tanult. Zenei tanulmányait magánúton végezte. Különböző pályákon kísérletezett, míg végül a rendőrséghez került. 1913-ban államrendőrségi segédfogalmazóként dolgozott. Az első világháborúban katonai szolgálatot teljesített. Írói működése közvetlenül az első világháború után (1918) kezdődött.
A gyerek című drámáját az új pesti Blaha Lujza Színházban, a Fergeteg című drámáját a Terézkörúti Színpadon játszották. Verseket és dalszövegeket is írt, több gramofonlemeze is forgalomba került. Budapesten és különböző nagyvárosokban számos szerzői estet rendezett.
Temetése a Rákoskeresztúri temetőben történt.

## Családja
Szülei: Gergelyfi Gábor és Iszlai Ida voltak. 1913. december 10-én Budapesten feleségül vette Végh Erzsébet Ilona tanítónőt, akitől 1919-ben elvált. 1952-ben, Budapesten házasságot kötött Kiss Máriával.

## Művei

### Versek
- Hozzátok szólok (Budapest, 1927)

### Elbeszélések
- Margit-szigeti kaland (regény, Budapest, 1935)
- Vissza az életbe (elbeszélés, Budapest, 1943)

### Nóták
- Akácillat (16 magyar dal, zene és szöveg, Budapest, 1929)
- Álmatlan bús éjszakákon
- Búcsúzáskor azt mondtad, hogy szerelmünknek mindörökre vége
- Csopaki bort iszogatok
- Ne mondja senkinek
- Nyíló kis ibolyák
- Sári, Sári ide hallgass
- Szomszédasszony, de jó kendnek